# ریس تگزاس
ریس تگزاس (به انگلیسی: Reese) یک منطقهٔ مسکونی در ایالات متحده آمریکا است که در شهرستان چروکی، تگزاس واقع شده‌است. ریس تگزاس ۱۲۱٫۰۱ متر بالاتر از سطح دریا واقع شده‌است.